# Pseudokrater

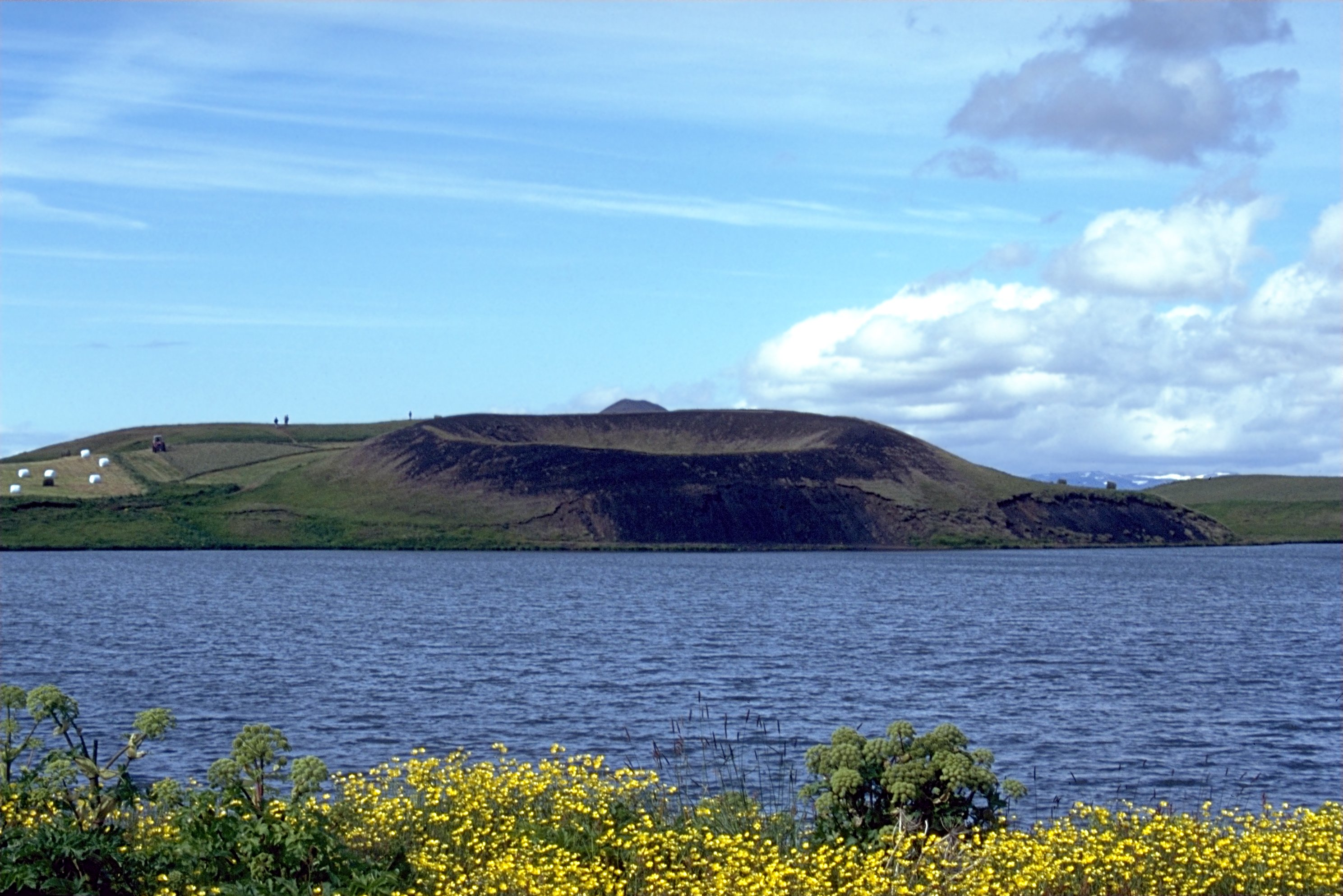
Pseudokrater w Mývatn

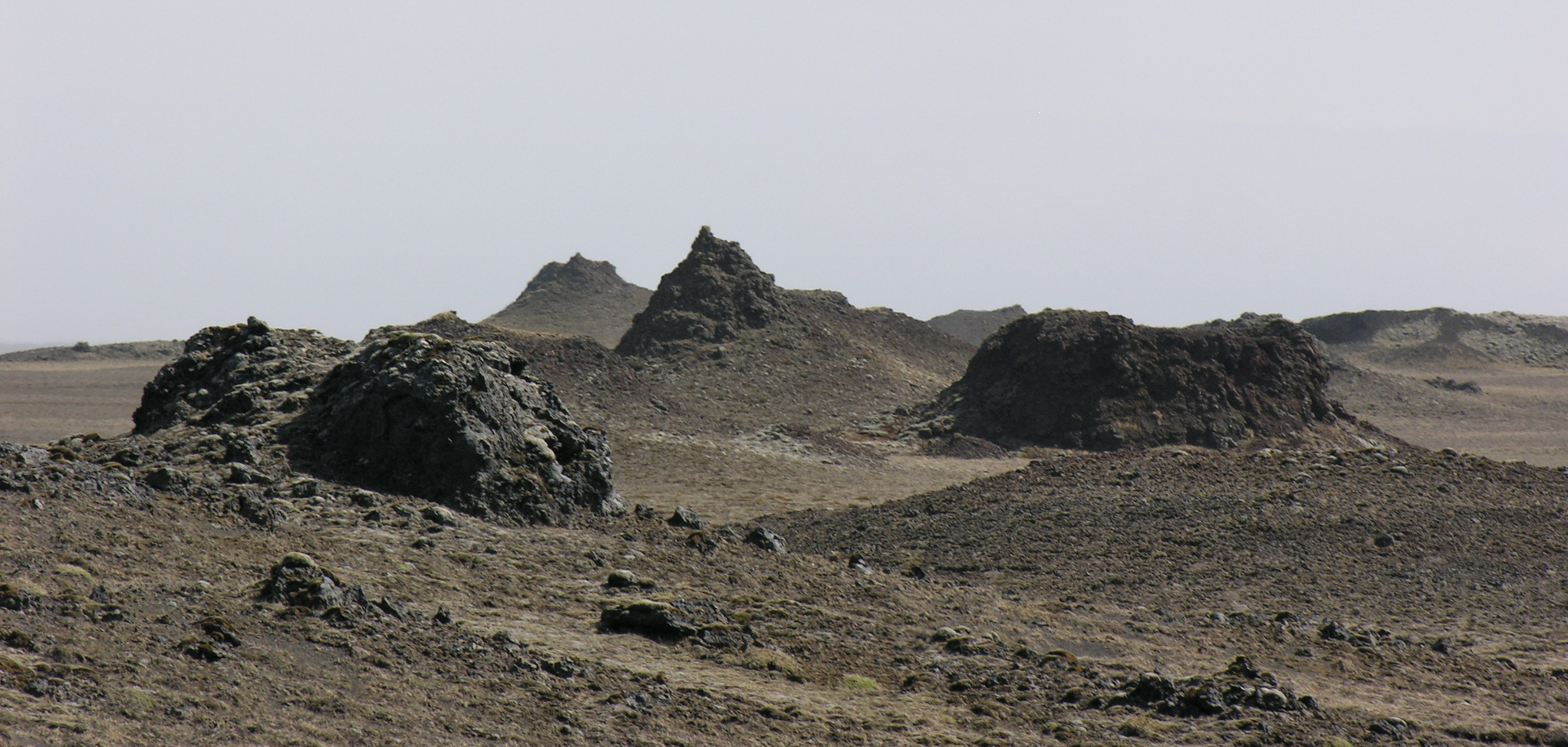
Pseudokrater w Mýrdalssandur w południowej Islandii

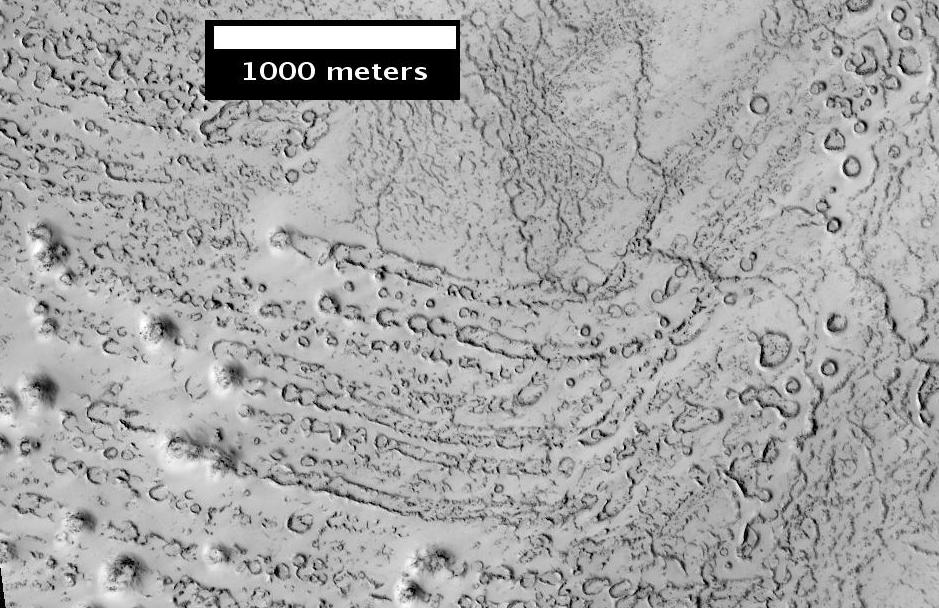
Pseudokratery na Marsie wytworzone przez lawę w interakcji z lodem

Pseudokrater – zjawisko przypisywane aktywności wulkanicznej. 

## Powstawanie
Kiedy gorąca lawa przepływa przez podmokłe tereny, bagna czy też do jeziora lub stawu, wytwarza wybuchowe gazy. Pęcherze pary wodnej przebijają się przez lawę i powodują tzw. hydrowulkaniczną eksplozję, po której pozostają  utworzone z prawdziwej lawy kratery, często bardzo podobne do prawdziwych kraterów wulkanicznych. Struktury te nie mają jednak dojścia do magmy. Dlatego też w języku angielskim noszą nazwę rootless cone. W dosłownym tłumaczeniu znaczy to  „stożki bez korzeni”, co oznaczać ma brak  dojścia do magmy z wnętrza Ziemi.

## Występowanie
Dobrze znane przykłady pseudokraterów znajdują się wokół jeziora Mývatn w Islandii, w gminie Skútustaðir, jak również w pobliżu stolicy kraju Reykjavíku w Rauðhólar i w południowo-wschodniej Islandii w Landbrotshólar. Innym przykładem jest jaskinia Tintron w Gjábakkalavafeld w północno-wschodniej Islandii. W tym przypadku jest to hornito (formacja lawy w kształcie komina). Hornito również zaliczane są  przez niektórych naukowców do pseudokraterów. Również w Masywie Centralnym we Francji, poniżej należącego do Sancy Massif zostały odkryte pseudokratery. Pseudokratery znaleziono również na Marsie, co wydaje się potwierdzać, że na planecie była kiedyś woda.